# カール・マルクスの生家

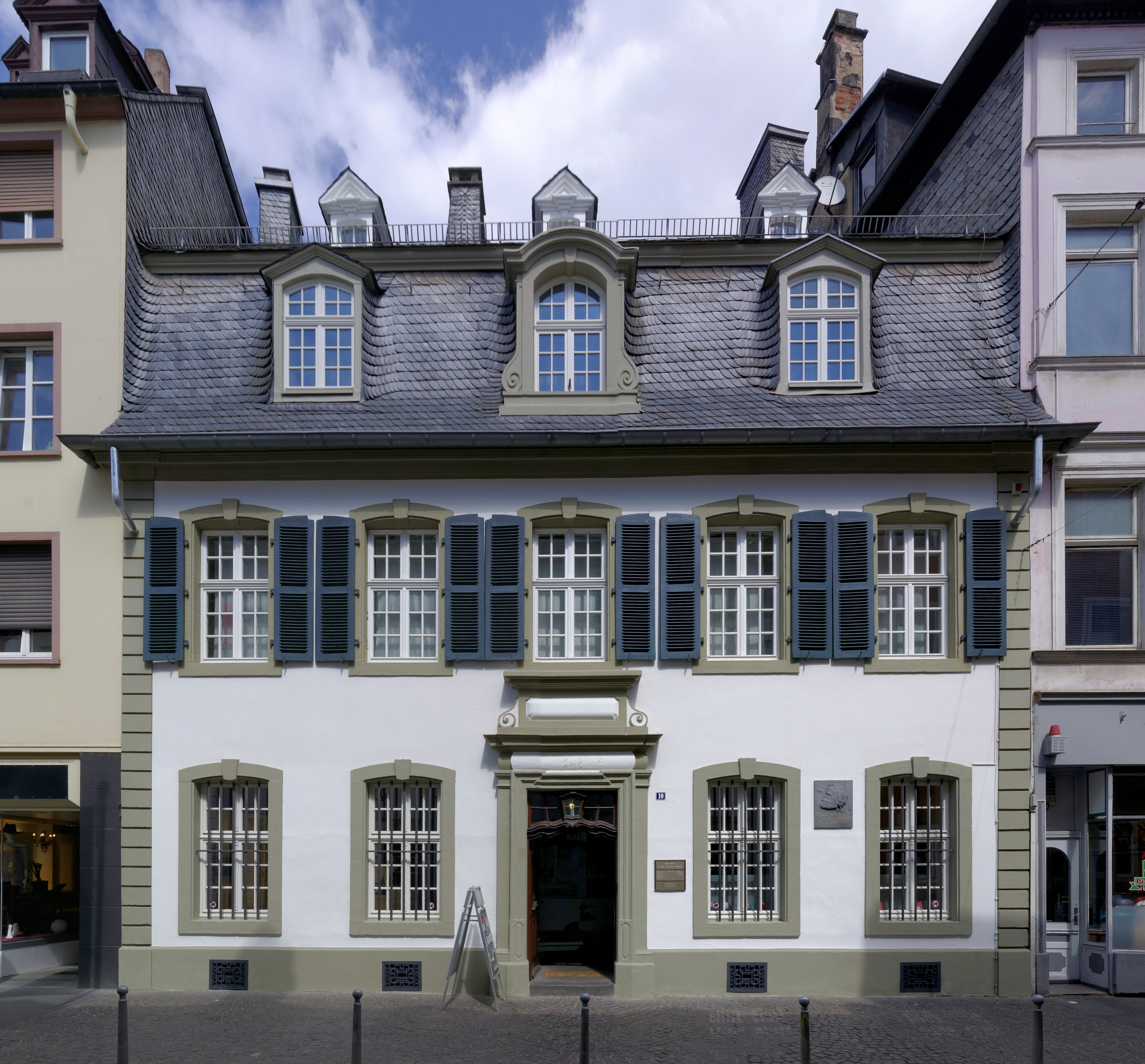
カール・マルクスの生家

カール・マルクスの生家（ドイツ語: Karl-Marx-Haus）、もしくはカール・マルクス記念館は、ドイツのラインラント＝プファルツ州のトリーアにある。近代社会主義と共産主義の生みの親であるカール・マルクスは1818年に、この家で生まれた。生家は今日では、カール・マルクスの生涯と著作、そして共産主義の歴史を展示する記念館になっている。

## 歴史
ドイツ社会民主党(SPD)が、1904年にこの家を購入しようと動き始めるまで、この家のもつ意味について誰しも気がついていなかった。社民党は1928年にこの家を購入したが、1933年にナチスが政権を取ると建物は没収され、印刷所に使われた。
カール・マルクスの誕生日にあたる1947年5月5日、この建物はカール・マルクスの生涯と業績を展示する記念館として開館した。1968年、建物は、社民党と密接につながった慈善団体、フリードリヒ・エーベルト財団の管理に移された。
1983年3月5日、マルクスの没後100年に当たる日、記念館は1年にも及ぶリニューアル工事を終えて再開の運びとなり、展示室も1階のみから、3階までと大幅に拡大した。
2005年、記念館は再度3ヵ月間にわたり、休館した。6月9日、アンケ・フックス、フランツ・ミュンテフェーリング、クルト・ベック、ヘルムート・シュレアのような有名人も列席の上での再開の記念式典も行われた。
展示は、ソビエト連邦や中華人民共和国、中央ヨーロッパから東ヨーロッパまでも含めた共産主義の歴史も含めたものに拡大された。
カール・マルクスの生家は、今日では年間3万2千人の来館者を数え、その三分の一は中国からの観光客である。彼らにとって、ここは彼らにとってドイツでの一番の観光スポットの一つとなっているようである。

## 所在地
- ブリュッケン通 10番地[注釈 3] 54290 トリーア、 ドイツ